# 魏鳳書
魏鳳書（？—？），山西武鄉縣人，清朝政治人物。
嘉慶六年（1801年）辛酉恩科进士，以国子监学正录用，后授平阳府教授。